# Aldo Morelli
Aldo Morelli (Lamporecchio, 28 febbraio 1950) è un politico italiano, presidente della Provincia di Pistoia dal 1990 al 1999.

## Biografia

### Carriera politica
È stato un esponente del Partito Comunista Italiano, con il quale è stato assessore comunale a Lamporecchio fin dal 1980 e poi consigliere provinciale a Pistoia fin dal 1985.
Eletto presidente della Provincia di Pistoia nel 1990, è stato riconfermato per il secondo mandato nel turno elettorale del 1994 nelle file del PDS.
Terminato tale incarico, nel 1999 si candida a sindaco di Lamporecchio, venendo eletto per due mandati e rimanendo quindi in carica fino al giugno 2009. Dallo stesso anno è assessore al comune di Fabbriche di Vallico in lucchesia, rimanendolo fino al 2013.
Nel marzo 2010 è candidato al Consiglio Regionale della Toscana per il PD nella circoscrizione di Pistoia, risultando in primo dei non eletti; dal marzo 2013 diventa consigliere regionale a seguito delle dimissioni di Caterina Bini (eletta alla Camera), ricopre tale ruolo fino al termine della legislatura regionale nel giugno 2015.
Dal luglio 2018 è assessore all'urbanistica, lavori pubblici e trasporti del comune di Pescia.

### Vita privata
È sposato con Luana Ferradini.